# Micropeza ruficeps
Micropeza ruficeps is een vliegensoort uit de familie van de spillebeenvliegen (Micropezidae). De wetenschappelijke naam van de soort is voor het eerst geldig gepubliceerd in 1897 door Wulp.